# Aymée González Estévez
Aymée González Estévez ( n. 1965 ) es una profesora, botánica, orquideóloga cubana. En 1986 obtuvo su licenciatura en Ciencias biológicas, en la Universidad de La Habana, en esa misma alta casa de estudios, el M.Sc. en Botánica, en 1999.
Desarrolla actividades académicas y de investigación en la Universidad de Ciencias Pedagógicas José Martí (UCPJM)

## Algunas publicaciones
- Efraín Rodríguez Seijo, aymée González Estévez.. 2011. El género Broughtonia en Cuba artículo en línea

## Honores
Miembro de
- Sociedad Cubana de Botánica
- Asociación Latinoamericana de Botánica, 1989
- XI Encuentro de Botánica "Johannes Bisse in Memoriam"[3]
- La abreviatura «Gonz.Estév.» se emplea para indicar a Aymée González Estévez como autoridad en la descripción y clasificación científica de los vegetales.[4]